# Halti kvenkultursenter
Halti kvenkultursenter IKS – Haltiin kväänisentteri är ett centrum för kvänska språket och kulturen i Troms fylke i Norge. Det ligger i Haltibyggnaden i Storslett i Nordreisa kommun.. I Haltibyggnaden ligger också bland andra Halti nasjonalparksenter AS, huvudkontoret för Nord-Troms Museum och konsertsalen Halti kulturscene.
Halti kvenkultursenter bildades 2009 och är organiserat som ett så kallat "interkommunalt selskap", ägt av Troms fylkeskommun och kommunerna Lyngen, Storfjord, Kåfjord, Skjervøy, Nordreisa och Kvænangen.
Det främjar det kvänska språket och förmedlar kvänsk kultur och historia. Ett av centrets största arrangemang är den årliga festivalen Paaskiviikko, kvänska kulturdagar i Nord-Troms..
Halti kvenkultursenter är också sekretariat för Kvensk råd, en samarbetsplattform för kvänska lokalföreningar och föreningar i Troms, och ansvarar för den kvänska barn- och vuxenkören Kvääniäänii ("Kvänska stämmor").